# Luce Fontana Ruota
Luce Fontana Ruota è un'opera architettonica contemporanea di arte urbana permanente del poverista italiano Gilberto Zorio, addossata al moncone di ferrovia Alweg dell'ex monorotaia sul laghetto d'Italia '61, a Torino.

## Storia
Progettata nel 1999 per i Murazzi del Po a pelo d'acqua in occasione della seconda edizione delle Luci d'artista, l'opera fu realizzata, ivi collocata e inaugurata nello stesso anno. Terminata l'edizione delle Luci, ricevette l'attuale ubicazione permanente.

## Contesto urbano

### Murazzi
La scelta della passeggiata lungo il Po rientrava nel progetto complessivo di riqualificazione dei Murazzi: offrire "arcobaleni di meraviglie" ai cittadini trasformati in visitatori di un museo a cielo aperto nel centro della città. I Murazzi hanno una lunga storia che parte dopo gli anni Settanta dell'Ottocento, quando l’accrescimento e la ramificazione del sistema delle infrastrutture di comunicazione viaria urbana residenziale avevano reso necessario la costruzione di nuovi argini sul fiume.

### Italia '61
I diversi disegni funzionali dell’urbanistica nell’epoca del miracolo economico, compendiati in Italia ’61 dalla stazione della monorotaia ALWEG, dai padiglioni della Mostra delle Regioni Italiane, dal Palazzo dell'Esposizione Internazionale del Lavoro di Pier Luigi Nervi, dal Palazzo a Vela progettato dagli architetti Annibale e Giorgio Rigotti, dall’architettura avveniristica del Museo Nazionale dell’Automobile dell'architetto Amedeo Albertini e dal Monumento all’Autiere d’Italia, sono ancora oggi parte di quello strano parco che ricorda il set di un film di fantascienza, sopravvissuto al tempo futuro che voleva evocare.
 La vocazione sperimentale di quest’area, rivolta agli aspetti innovativi della contemporaneità, è stata raccolta, in questi ultimi anni, anche nella scelta di collocare le alte colonne bianche di Arnaldo Pomodoro (Triade) all’ingresso sud della città, successivamente smantellate dopo due anni in quanto degradate e con scarsa manutenzione.

## Luci d'Artista
Manifestazione nata nel 1998 da un progetto di illuminazione pubblica realizzata in occasione delle festività natalizie. In seguito al successo ottenuto nel 1997 con il Presepio di Emanuele Luzzati nel Giardino Sambuy, in Piazza Carlo Felice, il Comune di Torino ha esteso l’iniziativa a diverse piazze e vie della città. Sono stati invitati artisti italiani e stranieri per interpretare le illuminazioni non come semplici decorazioni ma come opere d'arte, dando vita a un percorso espositivo di arte contemporanea che, con l’impiego della luce, coniuga l'arte al paesaggio urbano e favorisce l’incontro tra il grande pubblico e la creazione artistica. La rassegna è in continua evoluzione: aumenta il numero degli artisti coinvolti e cambiano le vie e le piazze che ospitano le opere per creare uno spettacolo sempre nuovo e diverso di illuminazione scenografica della città.

## Significato
L’esplorazione artistica di Zorio procede attraverso movimenti discontinui con diverse intensità ritmiche, infiniti accadimenti processuali, vitalistiche ripetizioni di segni (stella, giavellotto, canoa, alambicco, otri) e alchemiche selezioni di materiali (rame, alluminio, ferro, acciaio, vetro, gesso, solfato, fluoresceina, sale, acqua), così da rimettere in moto l’energia del cosmo in una sorta di misticismo laico dal flusso erratico. Per Zorio, il compito di un’arte poverista è svelare la fratellanza segreta che unisce le cose tra loro e l’uomo a tutte le cose; è di innescare la pietra focaia della materia trasmutando la struttura della scultura in vibrazione totale. Disciplinate dall’uso essenziale della tecnica, in cui l’intuizione sensibile è l'elemento centrale per cogliere la materialità concreta e viva dell’opera, le sculture di Zorio sono congegni meccanici, trasmettitori di suoni e di luci, che realizzano accoppiamenti e conciliazioni, trasmutazioni simultanee dove l’esperienza fruttifica le qualità inerziali della materia tra lo stupore e la meraviglia.
In Luce Fontana Ruota, l’essere nuovo sgorga dal complesso di zampilli visivi della stella in movimento: una grande stella-mulino di acciaio ricoperta di fosforo, illuminata e illuminante, che gira raccogliendo acqua per poi disperderla nuovamente; un'istanza energetica che custodisce ciò che ha ricevuto, mentre dona ciò che ha prodotto. La sua forma è un segno ossessivo, un’immagine che appartiene alla memoria collettiva che lo scultore raccoglie e usa continuamente: «la stella - dice Zorio- è un'immagine impossibile da chiudere, si riapre sempre da sola». Essa funziona da polo di dispersione, irradia e fermenta energia; disegna la fisicizzazione di un'azione mantenendola aperta in funzione della vita. La sua luce, leggera e filtrante, fluidifica il materiale da industria pesante con cui è stata costruita, mentre l’acqua, messa in movimento, cristallizza il tempo sotto forma di schegge luminose in continuo divenire come il ferro incandescente che scorreva nelle vene delle barriere operaie e nelle officine torinesi del secolo breve. L'opera si inserisce in Italia '61 come un relitto industriale, una ferita aperta nel parco tecnologico del miracolo economico.